# Puente y calzada romana de Becilla de Valderaduey
El puente de Becilla de Valderaduey es un puente que tradicionalmente ha sido considerado de origen romano –con su correspondiente calzada– sobre el río Valderaduey, aunque probablemente su origen sea posterior. Sus restos se encuentran en el municipio de Becilla de Valderaduey, en la provincia de Valladolid, de la comunidad autónoma de Castilla y León, España.
Fue declarado Bien de Interés Cultural, con categoría de zona arqueológica, el 31/08/1995.

## Puente

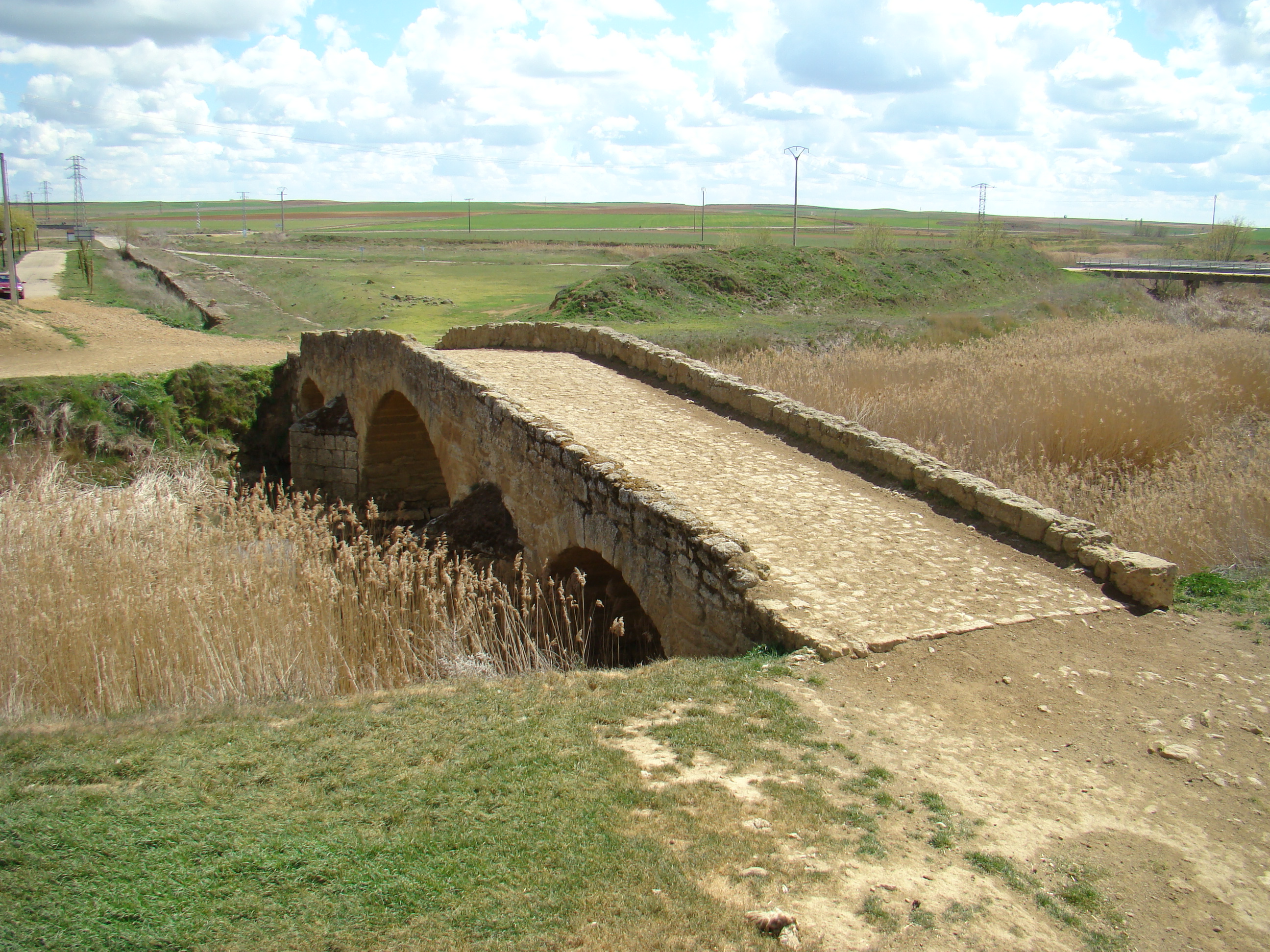
Puente de Becilla de Valderaduey en el año 2009.

El puente es una construcción de piedra con tres ojos de medio punto, mayor el central y tres aliviaderos para las crecidas con sus tajamares, y por él cruza la calzada de origen romano que luego discurre a orillas del río Valderaduey. Por aquí transcurría la Cañada Real Leonesa Occidental de la Mesta.

## Sobre el supuesto origen romano del puente

Principales calzadas de la Hispania romana. El puente y la calzada comunicaban Asturica Augusta (Astorga, León) con Cesaraugusta (Zaragoza).

Aunque existe escasa bibliografía al respecto, tradicionalmente se ha considerado que el conjunto del puente y la calzada son de origen romano. Estudios previos basados en los numerosos yacimientos romanos en toda la zona e incluso las proporciones del monumento han apoyado esta hipótesis pero nuevas investigaciones arqueológicas contradicen la misma.
Según estos últimos estudios, la calzada actual se correspondería a un conjunto de sucesivas mejoras que se han ido realizando sobre una primitiva vía romana original de tipo terrenae. Por otro lado el puente, tras un examen de sus rasgos edilicios, comienza su existencia al mismo tiempo que la calzada actual, que está fechada en torno al siglo XIII.
Hay que tener en cuenta que todas las fuentes citadas coinciden en que tanto la calzada como el puente forman un todo, debiéndose considerar que la construcción del conjunto se realizó de manera simultánea sobre una vía romana existente. La duda queda en saber qué es lo que había anteriormente en el lugar que ocupa el puente.
Varias son las hipótesis propuestas:
- Un vado.[5][7]
- Un puente anterior desaparecido.[5]
- Una zona pantanosa vadeable fuera de las estaciones de otoño y primavera.[5][7]

## Galería

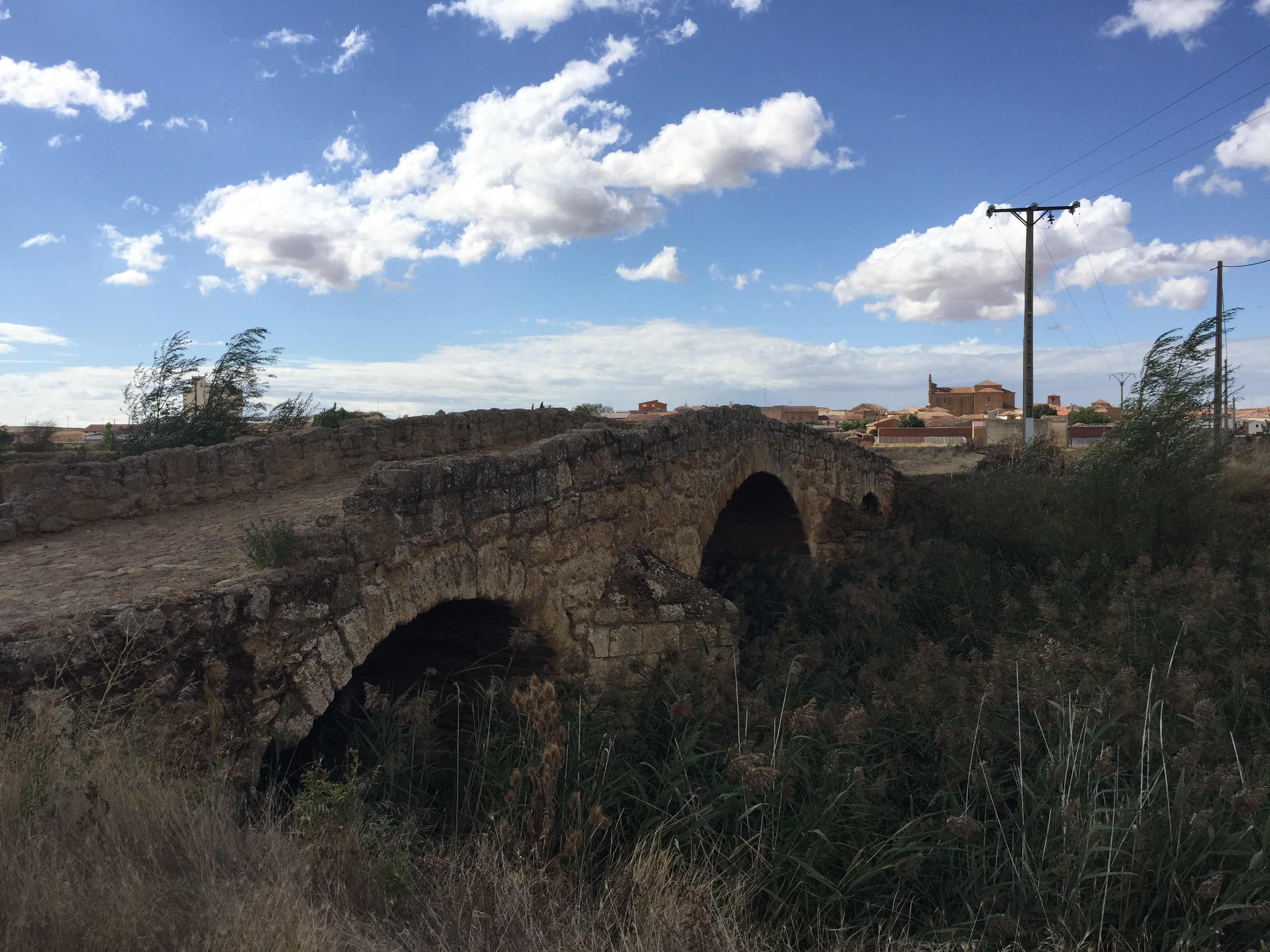
Lateral del puente, año 2021.
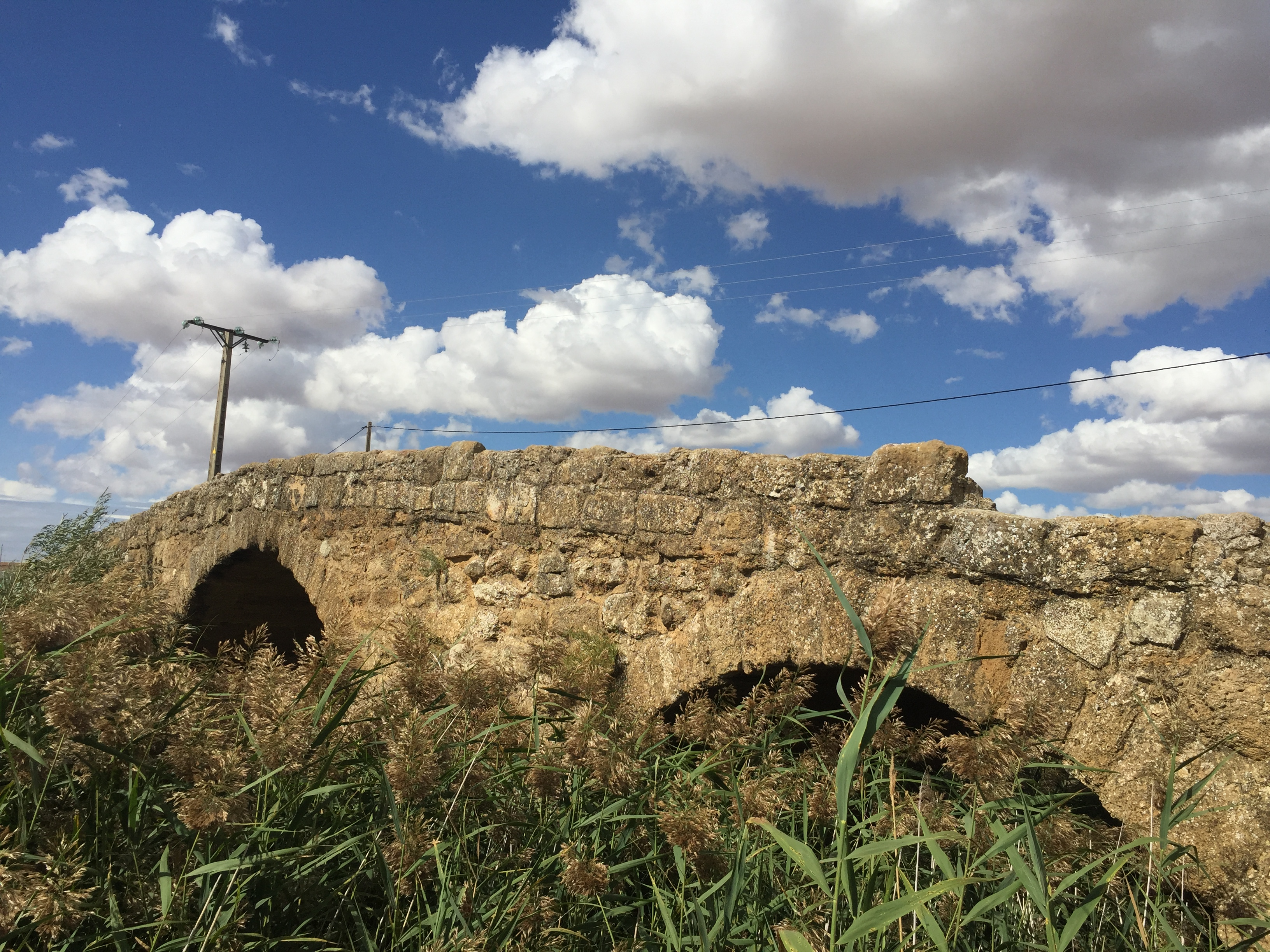
Detalle del puente, año 2021.